# Alexander Matúšek
Alexander Matúšek (* 24. června 1933) je bývalý slovenský fotbalový útočník. Žije v Malackách.

## Hráčská kariéra
V československé lize hrál za bratislavský Slovan, vstřelil jednu prvoligovou branku. Později hrál také za Iskru Liptovský Mikuláš.

### Prvoligová bilance
| Ročník             | Zápasy | Góly | Minuty | Klub                      |
| ------------------ | ------ | ---- | ------ | ------------------------- |
| I. liga 1953       | 5      | 1    | –      | DŠO Slovan ÚNV Bratislava |
| I. liga 1956       | 1      | 0    | –      | DŠO Slovan ÚNV Bratislava |
| I. liga 1958/59    | 2      | 0    | –      | TJ Slovan ÚNV Bratislava  |
| CELKEM I. ČS. LIGA | 8      | 1    | –      |                           |